# Calvin Fourie
Calvin Fourie (25 de diciembre de 1992) es un deportista sudafricano que compite en judo. Ganó una medalla de bronce en el Campeonato Africano de Judo de 2015 en la categoría de –100 kg.

## Palmarés internacional
| Campeonato Africano | Campeonato Africano | Campeonato Africano | Campeonato Africano |
| Año                 | Lugar               | Medalla             | Categoría           |
| ------------------- | ------------------- | ------------------- | ------------------- |
| 2015                | Libreville (Gabón)  | Medalla de bronce   | –100 kg             |